# 大路李乡
大路李乡，是中华人民共和国河南省驻马店市上蔡县下辖的一个乡镇级行政单位。

## 行政区划
大路李乡下辖以下地区：
大路李村、马堂村、唐楼村、孟尧村、湾李村、涧沟王村、肖里王村、肖里侯村、大胡村、谢堂村、北聂村、南聂村、栗庄村、姜庄村、陈桥村、朱里桥村和郝坡村。